# 번들 (macOS)
NeXTSTEP, OPENSTEP, GNUstep, 그리고 이것들의 후손작이라 할 수 있는 macOS와 iOS, tvOS, watchOS에서의 번들(bundle)은 정의된 구조와 파일 확장자를 갖는 디렉터리로, 개념상 관련된 파일들을 모두 하나로 묶어주는 역할을 한다.
보통 이런 번들은 애플리케이션, 프레임워크나 플러그인의 실행 파일을 포함하고 있다. 이런 번들들은 실행 코드란 걸 알려주는 파일이 있으며, 그리고 인터페이스 빌더나 스트링 같은 같은 리소스 파일, 틀, 사진, 음악 등등을 모두 다 집어넣고 있다. 다른 OS, 예를 들어 마이크로소프트 윈도우 같은 경우, 이런 리소스들은 컴파일시 실행파일 안으로 들어간다. 구 Mac OS에서도 비슷한 개념을 다뤘는데, 이는 파일의 리소스 포크에다가 추가적인 메타데이터를 다는 것이었다.
프로그램적으로 번들은 코코아 클래스 중 NSBundle을 쓰거나, NeXTSTEP과 GNUStep의 파운데이션 프레임워크, 그리고 코어 파운데이션의 CFBundle으로 접근할 수 있다. 이런 번들의 UTI는 com.apple.bundle를 사용한다. 기본적으로 이들 번들파일은 파인더에서 하나의 파일로 보이며, 패키지 열기로 내용물을 보거나 수정할 수 있다.

## 애플리케이션 번들
애플리케이션 번들은 디렉터리 계층을 가지는데, 맨 윗 디렉터리의 끝은 .app 확장자로 끝난다. 애플리케이션 번들의 경우 그 아래에 Contents 디렉터리가 자리하며, 이 Contents 디렉터리 안에 보통 다른 디렉터리가 들어간다. 이 Contents 중 맥의 경우 MacOS, GNUStep 같은 경우엔 애플리케이션의 이름 파일이 존재하고, 여기에 애플리케이션의 실행파일이 담긴다. 그리고 Contents 안에 리소스 폴더가 자리하고 있으며, 여기에 애플리케이션의 인터페이스 빌더 파일, nib 파일이 자리한다. 그리고 Contents 디렉터리 아래엔 없을수도 있지만 Plugins, Frameworks, 그리고 Shared Frameworks가 있어서 애플리케이션의 실행을 돕는다. 그리고 애플의 코드 서명을 받았을경우 _CodeSignature가 추가된다.

## 프레임워크 번들
macOS의 프레임 워크도 마찬가지로 번들로 저장되며, 맨 윗 디렉터리의 끝은 .framework 확장자로 끝난다. 그 아래 대렉터리엔 Versions 디렉터리가 자리하는데, 이 디렉터리엔 프레임워크의 한 버전 혹은 여러 버전이 있으며, 각각의 디렉터리 안에는 프레임워크의 다이내막 라이브러리 코드를 포함하고 있다. Versions 디렉터리는 또한 현재 버전의 Current 디렉터리로의 심볼릭 링크가 포함되어 있다.

## 적재가능한 번들
적재가능한 번들에는 런타임에서 불러올수 있는 코드를 저장한다. 이런 적재가능한 번들은 .bundle로 끝나며, 종종 플러그인에 사용되는데, 제일 대표적인 번들은 메일 (애플)에서 볼 수 있다.

## 기타 번들들
여러 macOS 소프트웨어들은 이 번들 포맷을 활용한다. 대표적인 예를 보자면 스크리브너 같은 경우엔 .scriv로 끝난다. 그러나, 윈도우에서는 이런 번들 개념이 없는터라 디렉터리 상태로 저장한다.

## .lproj
애플리케이션 번들에 포함된 .lproj 폴더는 소프트웨어의 국제화와 지역화 파일을 담고 있다. .lproj 폴더는 macOS의 언어 선택에 따라 그 앞의 문자에 따라 선택된다. 예를 들어 ko.lproj 같은 경우, 한국어로 설정된 macOS에서 한글로 프로그램을 띄어준다. 보통 이들 폴더에는 .nib 파일이나 필요한 스트링 파일이나 이미지를 넣을 수 있다.